# Новое Завражье (Вологодская область)
Новое Завражье — деревня в Великоустюгском районе Вологодской области.
Входит в состав Покровского сельского поселения, с точки зрения административно-территориального деления — в Покровский сельсовет.
Расстояние по автодороге до районного центра Великого Устюга — 41 км, до центра муниципального образования Ильинского — 11 км. Ближайшие населённые пункты — Королёво, Прислон, Старое Завражье.
По данным переписи в 2002 году постоянного населения не было.